# Coup pour coup
Pour plus de détails, voir Fiche technique et Distribution.
Coup pour coup est un documentaire militant français réalisé par Marin Karmitz en 1972.

## Synopsis
En France, à Elbeuf, une grève sauvage se déclenche dans une petite entreprise de textile employant presque exclusivement des femmes. La tension monte et les ouvrières rendent "coup pour coup" aux manœuvres patronales. Le conflit s'envenime et aboutit à la séquestration du patron.

## Contexte du tournage et analyse
Après Sept jours ailleurs (1969) et Camarades (1970), le film est la troisième partie d'une trilogie réalisée par Marin Karmitz et centrée sur le malaise social et la révolte individuelle puis collective. Coup pour coup est un film scénarisé, mais reste, sur de nombreux points, un quasi-documentaire interprété par de véritables ouvrières concernées par le drame social évoqué. Il s'agit du dernier film réalisé par Marin Karmitz (qui continuera sa carrière comme producteur) et selon Robert Benayoun, du premier film sur une grève depuis Le Sel de la terre (1954) d'Herbert Biberman. Le synopsis est très similaire à celui de Tout va bien (1972), écrit et réalisé par Jean-Luc Godard (dont Karmitz a été l'assistant) et Jean-Pierre Gorin, sorti deux mois plus tard. Selon Godard, les deux films se ressemblent pour la thématique choisie mais diffèrent dans leur forme, Coup pour coup ayant une approche relativement classique et directe du sujet alors que Tout va bien constitue une réflexion sur la manière de filmer des personnes opprimées sans parler en leur nom.

## Fiche technique
- Genre :  politique, documentaire
- Durée : 86 minutes
- Couleur
- Son : mono
- Lieu de tournage : Elbeuf, rue Camille Randoing
- Sortie en France : 23 février 1972

## Distribution
- Réalisation : Marin Karmitz
- Comédiennes non professionnelles (les ouvrières)
- Danielle Chinsky
- François Knobelspiess
- André Rouyer
- Christine Lipinska
- Eva Damien

## Édition en DVD
Le film ressort en double DVD en 2003 aux éditions MK2 dont Marin Karmitz est le producteur. De nombreux bonus sont joints :
- Interview de Marin Karmitz
- Interview de Serge July
- Interview d'Olivier Rolin
- Journal du tournage (121 min)
- Le Conflit LIP 1973-1974, documentaire de Dominique Dubosc (59 min).

## Réception
À une époque où les reportages dans les usines sont interdits, le film est audacieux, Marin Karmitz rapporte qu'il est déprogrammé par de nombreuses salles de cinéma à la suite de pressions de patrons d'entreprises à sa sortie, ce qui cause une manifestation à Clermont-Ferrand. Sa diffusion aurait par ailleurs relancé des mouvements de grève qui étaient sur le point de se terminer. Selon Marin Karmitz, le film lui a valu une "haine tenace de la part des patrons et des syndicats" et a causé la fin de sa carrière de réalisateur , tout en lui faisant comprendre l'importance de l’exploitation des salles de cinéma.
En 2018, le festival de Cannes rediffuse le film avant sa sortie en salles au mois de mai.